# Bahnstrecke Vejle–Holstebro
| Bahnhof Herning |                                |                                                                                                   |                                                                                                   |
| Karte der Vejle–Holstebro–banen |                                |                                                                                                   |                                                                                                   |
| Streckennummer: | 33                             |                                                                                                   |                                                                                                   |
| Kursbuchstrecke: | DSB 90 (Vejle–Herning–Struer)  |                                                                                                   |                                                                                                   |
| Streckenlänge: | 115 km                         |                                                                                                   |                                                                                                   |
| Spurweite: | 1435 mm (Normalspur)           |                                                                                                   |                                                                                                   |
| Streckengeschwindigkeit: | 120 km/h                       |                                                                                                   |                                                                                                   |
| Zugbeeinflussung: | ZUB 123, ab 13. Aug. 2022 ETCS |                                                                                                   |                                                                                                   |
| |                                |                                                                                                   |                                                                                                   |
| \| \| \| Den vestjyske længdebane von Struer \| \| \| \| 42 \| Holstebro \| Holstebro \| \| \| \| Beginn ETCS-Strecke[1] \| \| \| \| \| Den vestjyske længdebane nach Ringkøbing \| \| \| \| \| Storå \| \| \| \| \| \| \| \| \| 38 \| Holstebro Syd (auch „Sønderport“, Fahrkartenverkaufsstelle, Haltepunkt ab 1968, stillgelegt 1979) \| Holstebro Syd (auch „Sønderport“, Fahrkartenverkaufsstelle, Haltepunkt ab 1968, stillgelegt 1979) \| \| \| \| \| \| \| \| \| Ringkøbing–Ørnhøj–Holstebro Jernbane nach Ringkøbing \| \| \| \| 32 \| Tvis (bis 1973 Bhf., Haltepunkt bis 1979) \| Tvis (bis 1973 Bhf., Haltepunkt bis 1979) \| \| \| 24 \| Aulum \| Aulum \| \| \| 21 \| Troelstrup \| Troelstrup \| \| \| 16 \| Vildbjerg \| Vildbjerg \| \| \| 10 \| Skibbild (bis 1969 Bhf., Haltepunkt bis 1971) \| Skibbild (bis 1969 Bhf., Haltepunkt bis 1971) \| \| \| \| Gødstrup (ab 15. März 2021) \| \| \| \| 6 \| Gødstrup (bis 1969) \| Gødstrup (bis 1969) \| \| \| \| Bahnstrecke Skanderborg–Skjern von Skjern \| \| \| \| 0 73 \| Herning \| Herning \| \| \| \| Bahnstrecke Herning–Viborg nach Viborg \| \| \| \| \| Bahnstrecke Skanderborg–Skjern nach Silkeborg \| \| \| \| \| \| \| \| \| 68 \| Nørre Kollund (Kollund von 1914 bis 1929, Fahrkartenverkaufsstelle bis 1966, Haltepunkt bis 1971) \| Nørre Kollund (Kollund von 1914 bis 1929, Fahrkartenverkaufsstelle bis 1966, Haltepunkt bis 1971) \| \| \| \| \| \| \| \| 63 \| Kølkær (bis 1972 Bhf., Haltepunkt bis 1979) \| Kølkær (bis 1972 Bhf., Haltepunkt bis 1979) \| \| \| 60 \| Søbylund (bis 1971) \| Søbylund (bis 1971) \| \| \| 57 \| Fasterholt (bis 1973 Bhf., Haltepunkt bis 1979) \| Fasterholt (bis 1973 Bhf., Haltepunkt bis 1979) \| \| \| \| Bahnstrecke Langå–Bramming von Silkeborg \| \| \| \| 49 \| Brande \| Brande \| \| \| \| Bahnstrecke Langå–Bramming nach Grindsted \| \| \| \| \| Horsens Vestbaner von Tørring \| \| \| \| 40 \| Thyregod \| Thyregod \| \| \| 32 \| Give \| Give \| \| \| 27 \| Farre (bis 1969 Bhf., Haltepunkt bis 1979) \| Farre (bis 1969 Bhf., Haltepunkt bis 1979) \| \| \| 21 \| Gadbjerg (bis 1969 Bhf., Haltepunkt bis 1979) \| Gadbjerg (bis 1969 Bhf., Haltepunkt bis 1979) \| \| \| 18 \| Mølvang (bis 1965) \| Mølvang (bis 1965) \| \| \| \| Bahnstrecke Jelling–Billund nach Billund (geplant 2021, nicht gebaut) \| \| \| \| 14 \| Jelling \| Jelling \| \| \| 11 \| Hørup (bis 1958 Bhf., Haltepunkt bis 1963) \| Hørup (bis 1958 Bhf., Haltepunkt bis 1963) \| \| \| 8 \| Højgård (Fahrkartenverkaufsstelle, bis 1963) \| Højgård (Fahrkartenverkaufsstelle, bis 1963) \| \| \| 5 \| Grejsdal (bis 1970 Pers.-Halt) \| Grejsdal (bis 1970 Pers.-Halt) \| \| \| 2 \| Vejle Nord (früher Bhf.) \| Vejle Nord (früher Bhf.) \| \| \| \| Bahnstrecke Vejle–Vandel nach Vandel \| \| \| \| \| Ende ETCS-Strecke[1] \| \| \| \| \| Vejle Sygehus (seit 1993) \| \| \| \| \| Bahnstrecke Fredericia–Aarhus von Aarhus \| \| \| \| 0 \| Vejle \| Vejle \| \| \| \| Bahnstrecke Fredericia–Aarhus nach Fredericia \| \| \| \| \| \| \| \| Quellen: [2] \| \| \| \| |                                |                                                                                                   |                                                                                                   |
| Strecke |                                | Den vestjyske længdebane von Struer                                                               | Den vestjyske længdebane von Struer                                                               |
| Bahnhof | 42                             | Holstebro                                                                                         | Holstebro                                                                                         |
| Grenze |                                | Beginn ETCS-Strecke                                                                               | Beginn ETCS-Strecke                                                                               |
| Abzweig geradeaus und nach rechts |                                | Den vestjyske længdebane nach Ringkøbing                                                          | Den vestjyske længdebane nach Ringkøbing                                                          |
| Brücke über Wasserlauf |                                | Storå                                                                                             | Storå                                                                                             |
| |                                |                                                                                                   |                                                                                                   |
| ehemaliger Bahnhof | 38                             | Holstebro Syd (auch „Sønderport“, Fahrkartenverkaufsstelle, Haltepunkt ab 1968, stillgelegt 1979) | Holstebro Syd (auch „Sønderport“, Fahrkartenverkaufsstelle, Haltepunkt ab 1968, stillgelegt 1979) |
| |                                |                                                                                                   |                                                                                                   |
| Abzweig geradeaus und ehemals nach rechts |                                | Ringkøbing–Ørnhøj–Holstebro Jernbane nach Ringkøbing                                              | Ringkøbing–Ørnhøj–Holstebro Jernbane nach Ringkøbing                                              |
| Dienststation / Betriebs- oder Güterbahnhof | 32                             | Tvis (bis 1973 Bhf., Haltepunkt bis 1979)                                                         | Tvis (bis 1973 Bhf., Haltepunkt bis 1979)                                                         |
| Bahnhof | 24                             | Aulum                                                                                             | Aulum                                                                                             |
| ehemaliger Haltepunkt / Haltestelle | 21                             | Troelstrup                                                                                        | Troelstrup                                                                                        |
| Bahnhof | 16                             | Vildbjerg                                                                                         | Vildbjerg                                                                                         |
| Dienststation / Betriebs- oder Güterbahnhof | 10                             | Skibbild (bis 1969 Bhf., Haltepunkt bis 1971)                                                     | Skibbild (bis 1969 Bhf., Haltepunkt bis 1971)                                                     |
| Haltepunkt / Haltestelle |                                | Gødstrup (ab 15. März 2021)                                                                       | Gødstrup (ab 15. März 2021)                                                                       |
| ehemaliger Bahnhof | 6                              | Gødstrup (bis 1969)                                                                               | Gødstrup (bis 1969)                                                                               |
| Abzweig geradeaus und von rechts |                                | Bahnstrecke Skanderborg–Skjern von Skjern                                                         | Bahnstrecke Skanderborg–Skjern von Skjern                                                         |
| Bahnhof | 0 73                           | Herning                                                                                           | Herning                                                                                           |
| Abzweig geradeaus und ehemals nach links |                                | Bahnstrecke Herning–Viborg nach Viborg                                                            | Bahnstrecke Herning–Viborg nach Viborg                                                            |
| Abzweig geradeaus und nach links |                                | Bahnstrecke Skanderborg–Skjern nach Silkeborg                                                     | Bahnstrecke Skanderborg–Skjern nach Silkeborg                                                     |
| |                                |                                                                                                   |                                                                                                   |
| ehemaliger Haltepunkt / Haltestelle | 68                             | Nørre Kollund (Kollund von 1914 bis 1929, Fahrkartenverkaufsstelle bis 1966, Haltepunkt bis 1971) | Nørre Kollund (Kollund von 1914 bis 1929, Fahrkartenverkaufsstelle bis 1966, Haltepunkt bis 1971) |
| |                                |                                                                                                   |                                                                                                   |
| Dienststation / Betriebs- oder Güterbahnhof | 63                             | Kølkær (bis 1972 Bhf., Haltepunkt bis 1979)                                                       | Kølkær (bis 1972 Bhf., Haltepunkt bis 1979)                                                       |
| ehemaliger Haltepunkt / Haltestelle | 60                             | Søbylund (bis 1971)                                                                               | Søbylund (bis 1971)                                                                               |
| Dienststation / Betriebs- oder Güterbahnhof | 57                             | Fasterholt (bis 1973 Bhf., Haltepunkt bis 1979)                                                   | Fasterholt (bis 1973 Bhf., Haltepunkt bis 1979)                                                   |
| Abzweig geradeaus und ehemals von links |                                | Bahnstrecke Langå–Bramming von Silkeborg                                                          | Bahnstrecke Langå–Bramming von Silkeborg                                                          |
| Bahnhof | 49                             | Brande                                                                                            | Brande                                                                                            |
| Abzweig geradeaus und ehemals nach rechts |                                | Bahnstrecke Langå–Bramming nach Grindsted                                                         | Bahnstrecke Langå–Bramming nach Grindsted                                                         |
| Abzweig geradeaus und ehemals von links |                                | Horsens Vestbaner von Tørring                                                                     | Horsens Vestbaner von Tørring                                                                     |
| Bahnhof | 40                             | Thyregod                                                                                          | Thyregod                                                                                          |
| Bahnhof | 32                             | Give                                                                                              | Give                                                                                              |
| ehemaliger Bahnhof | 27                             | Farre (bis 1969 Bhf., Haltepunkt bis 1979)                                                        | Farre (bis 1969 Bhf., Haltepunkt bis 1979)                                                        |
| Dienststation / Betriebs- oder Güterbahnhof | 21                             | Gadbjerg (bis 1969 Bhf., Haltepunkt bis 1979)                                                     | Gadbjerg (bis 1969 Bhf., Haltepunkt bis 1979)                                                     |
| ehemaliger Bahnhof | 18                             | Mølvang (bis 1965)                                                                                | Mølvang (bis 1965)                                                                                |
| Abzweig geradeaus und ehemals von rechts |                                | Bahnstrecke Jelling–Billund nach Billund (geplant 2021, nicht gebaut)                             | Bahnstrecke Jelling–Billund nach Billund (geplant 2021, nicht gebaut)                             |
| Bahnhof | 14                             | Jelling                                                                                           | Jelling                                                                                           |
| ehemaliger Haltepunkt / Haltestelle | 11                             | Hørup (bis 1958 Bhf., Haltepunkt bis 1963)                                                        | Hørup (bis 1958 Bhf., Haltepunkt bis 1963)                                                        |
| ehemaliger Haltepunkt / Haltestelle | 8                              | Højgård (Fahrkartenverkaufsstelle, bis 1963)                                                      | Højgård (Fahrkartenverkaufsstelle, bis 1963)                                                      |
| Dienststation / Betriebs- oder Güterbahnhof | 5                              | Grejsdal (bis 1970 Pers.-Halt)                                                                    | Grejsdal (bis 1970 Pers.-Halt)                                                                    |
| ehemaliger Haltepunkt / Haltestelle | 2                              | Vejle Nord (früher Bhf.)                                                                          | Vejle Nord (früher Bhf.)                                                                          |
| Abzweig geradeaus und ehemals nach rechts |                                | Bahnstrecke Vejle–Vandel nach Vandel                                                              | Bahnstrecke Vejle–Vandel nach Vandel                                                              |
| Grenze |                                | Ende ETCS-Strecke                                                                                 | Ende ETCS-Strecke                                                                                 |
| Haltepunkt / Haltestelle |                                | Vejle Sygehus (seit 1993)                                                                         | Vejle Sygehus (seit 1993)                                                                         |
| Abzweig geradeaus und von links |                                | Bahnstrecke Fredericia–Aarhus von Aarhus                                                          | Bahnstrecke Fredericia–Aarhus von Aarhus                                                          |
| Bahnhof | 0                              | Vejle                                                                                             | Vejle                                                                                             |
| Strecke |                                | Bahnstrecke Fredericia–Aarhus nach Fredericia                                                     | Bahnstrecke Fredericia–Aarhus nach Fredericia                                                     |
| |                                |                                                                                                   |                                                                                                   |
| Quellen: |                                |                                                                                                   |                                                                                                   |

Die Bahnstrecke Vejle–Holstebro (dänisch Vejle-Holstebro-banen) ist eine dänische eingleisige Bahnstrecke, die von Vejle über Brande und Herning nach Holstebro führt. Die Strecke wird den skrå bane (deutsch die Schrägbahn) genannt, weil sie ebenso wie die teilweise stillgelegte Diagonalbane oder den skæve bane (deutsch die schiefe Bahn) Bahnstrecke Langå–Bramming quer durch Jütland führt.

## Geschichte
Die Strecke wurde in mehreren Teilabschnitten errichtet.

### Bahnstrecke Vejle–Give
Der Streckenabschnitt Vejle–Give wurde von der privaten Eisenbahngesellschaft Vejle-Give Jernbaneselskab (VGJ) zwischen Vejle und Give erbaut. Die Inbetriebnahme erfolgte am 2. August 1894.

### Bahnstrecke Give–Herning
Von Fredericia nach Holstebro und Struer gab es keine direkte Verbindung. Dies war entweder über die Bahnstrecke Langå–Struer oder über Esbjerg und die Vestjyske længdebane.
Daher wurde eine diagonale Strecke durch die Mitte von Jütland nach Holstebro 1899 von einer Eisenbahnkommission vorgeschlagen. Diese sollte aus einer Staatsbahn von Give nach Holstebro und der übernommenen Privatbahnstrecke Vejle–Give geschehen. Der Gesetzesvorschlag wurde 1900 eingereicht, aber der Reichstag bewilligte im Eisenbahngesetz vom 27. April 1900 nur die Strecke zwischen Holstebro und Herning. Diese Strecke wurde am 11. Oktober 1904 eingeweiht.

### Bahnstrecke Herning–Holstebro
Der dritte Abschnitt Herning–Holstebro wurde mit dem Eisenbahngesetz vom 27. Mai 1908 genehmigt. Dieses Gesetz umfasste sowohl die Strecke von Herning nach Give als auch die Übernahme der Privatbahn nach Vejle in einem Gesamtkonzept. Die Strecke zwischen Herning und Holstebro wurde am 1. Januar 1914 eröffnet.
In Verbindung mit dem Bau der Bahn zwischen Herning und Holstebro hatte der dänische Staat die Eigentumsrechte der VGJ am 1. April 1912 erworben. Am 1. Oktober 1914 übernahmen Danske Statsbaner die Bedienung der ehemaligen Privatbahn als Teil der Gesamtstrecke Vejle–Holstebro.
Die ehemalige Strecke der VGJ wurde auf den Staatsbahnstandard hochgerüstet. Der Streckenendpunkt, der bis zu diesem Zeitpunkt in Vejle Nord lag, wurde in den Staatsbahnhof Vejle verlegt.

## Ausbau der Strecke
Der Bau der Strecke schuf in Vejle innerorts große Probleme, da die Züge die vielbefahrene Havnegade überqueren mussten. Abhilfe schaffte 1919 zumindest eine Fußgängerbrücke über die Bahnstrecke. Eine Lösung jedoch kam erst 1933, als die Strecke auf einem Viadukt als Hochbahn durch die Stadt geführt wurde. Der Raum unter der Hochbahn wurde als Abstellplatz und nach der Jahrtausendwende von Obdachlosen als Quartier genutzt. Nach der Renovierung 2013 hat die Stadt 2014 dort eine Unterkunft für Obdachlose errichtet.
Die Strecke bekam 1969/70 neue Sicherungsanlagen, diese wurden 1980/81 modernisiert, wobei Automatic Train Control (ATC) installiert wurde.
Ein Teil der nicht mehr im Personenverkehr bedienten Bahnhöfe wird betrieblich noch benötigt:
- Grejsdal, Personenverkehr 1970 eingestellt, ferngesteuerter Kreuzungsbahnhof
- Gadbjerg, 1969 in einen Haltepunkt umgewandelt, Personenverkehr 1979 eingestellt, ferngesteuerter Kreuzungsbahnhof
- Thyregod, 1973 in einen Haltepunkt umgewandelt, ferngesteuerter Kreuzungsbahnhof
- Fasterholt, 1973 in einen Haltepunkt umgewandelt, Personenverkehr 1979 eingestellt, ferngesteuerter Kreuzungsbahnhof
- Kølkær, 1972 in einen Haltepunkt umgewandelt, Personenverkehr 1979 eingestellt, ferngesteuerter Kreuzungsbahnhof
- Der Bahnhof Gødstrup wurde 1969 stillgelegt.[8][9] Für einen Personenhalt für das neu gebaute Krankenhaus (Supersygehus Gødstrup) wurden seit 2016 Planungen und Bauarbeiten durchgeführt. Der Haltepunkt wurde am 15. März 2021 in Betrieb genommen.[10]
- Skibbild, 1973 in einen Haltepunkt umgewandelt, Personenverkehr 1971 eingestellt, ferngesteuerter Kreuzungsbahnhof
- Troelstrup, Haltepunkt, in den 1950er Jahren stillgelegt
- Aulum, 1973 in einen Haltepunkt umgewandelt, ferngesteuerter Kreuzungsbahnhof
- Tvis, 1971 in einen Haltepunkt umgewandelt, Personenverkehr 1979 eingestellt, ferngesteuerter Kreuzungsbahnhof

## Verkehr
Die Strecke wird von Danske Statsbaner mit Regional- und Intercity-Zügen bedient.
Gemäß einer Ausschreibung des Transport-, Bygnings- og Boligministeriet (deutsch Ministeriums für Verkehr, Bau und Wohnungswesen) für die Durchführung des Regionalverkehrs in Dänemark durch private Anbieter sollte ab Dezember 2020 zwischen Herning und Holstebro halbstündiger Zugverkehr durchgeführt werden.
Am 13. Dezember 2020 übernahm Arriva Danmark die Zugleistungen im Regionalverkehr auf der Strecke. Es verkehren seither stündlich zwischen Vejle und Struer ein Zug im Taktverkehr in jede Richtung. Dazu kommt von Montag bis Freitag ab etwa 7:30 Uhr bis 18:00 Uhr ein weiterer Zug zwischen Herning und Struer – jedoch nicht in einem genauen Halbstundentakt. Vier InterCityLyn-Zugpaare der DSB von Struer nach Kopenhagen sind in den Takt mit gleichen Halten auf der Strecke eingebunden.